# La Maison du souvenir
Pour plus de détails, voir Fiche technique et Distribution.
La Maison du souvenir (Casa Ricordi) est un film italien réalisé par Carmine Gallone et sorti en 1954. 

## Synopsis
Le film raconte l'histoire romancée de Giovanni Ricordi, qui peu à peu acquiert les partitions des plus grands compositeurs de son temps (Donizetti, Bellini, Puccini, Rossini, Verdi…) et fonde la maison d'édition musicale « Casa Ricordi ».

## Fiche technique
- Titre original : Casa Ricordi
- Titre français : La Maison du souvenir
- Réalisation : Carmine Gallone, assisté de Nanni Loy
- Scénario : Agenore Incrocci et Furio Scarpelli, Vittorio Nino Novarese, Leonardo Benvenuti, Luigi Filippo D'Amico, Carmine Gallone
- Décors : Mario Chiari
- Costumes : Maria De Matteis
- Photographie : Marco Scarpelli
- Son : Ennio Sensi
- Montage : Niccolo Lazzari
- Musique : Vincenzo Bellini, Gaetano Donizetti, Giacomo Puccini, Gioachino Rossini, Giuseppe Verdi
- Société de production : Diana Cinematografica
- Distribution : Diana Cinematografica (Italie), Cinédis (France)
- Pays de production :  Italie
- Langue : italien
- Format : Couleurs - 35 mm - 1,37:1 - Mono
- Genre : Film musical
- Durée : 110 minutes[1]
- Date de sortie : 
  - Italie : 1er décembre 1954
  - France : 26 juillet 1955
  - Belgique : 12 août 1955

## Distribution
- Roland Alexandre : Gioachino Rossini
- Myriam Bru : Luisa Lewis
- Elisa Cegani : Giuseppina Strepponi
- Andrea Checchi : Giulio Ricordi
- Danièle Delorme : Maria Malibran
- Gabriele Ferzetti : Giacomo Puccini
- Fosco Giachetti : Giuseppe Verdi
- Renzo Giovampietro : Tito Ricordi
- Nadia Gray : Giulia Grisi
- Roldano Lupi : Domenico Barbaja
- Marcello Mastroianni : Gaetano Donizetti
- Micheline Presle : Virginia Marchi
- Maurice Ronet : Vincenzo Bellini
- Paolo Stoppa : Giovanni Ricordi
- Marta Toren : Isabella Colbran
- Fausto Tozzi : Arrigo Boito
- Julien Carette : Félix, le patron
- Georges Bréhat : le brigadier
- Manlio Busoni : le surintendant
- Sergio Tofano : Cesarini Sforza
- Aldo Silvani
- Memmo Carotenuto : le stucateur
- Lauro Gazzolo : Carlotti
- Renato Malavasi : Ambrogi
- Vira Silenti : Marietta Ricordi
- Giuseppe Varni : Monti
- Aldo Ronconi : le ténor Maselli
- les chanteurs d'opéra : Mario Del Monaco, Tito Gobbi, Giulio Neri, Gianni Poggi, Giulietta Simionato, Renata Tebaldi, Italo Tajo (entre autres).

Parmi les acteurs non crédités :
- Antoine Balpêtré : Dr. Fleury
- Danik Patisson